# Indira Paganotto
Indira Paganotto (geboren am 30. Mai 1992 in Las Palmas) ist eine spanisch-kanarische Techno-DJ und Musikproduzentin.

## Leben und Wirken
Indira Paganotto, die in Madrid aufwuchs, ist die Tochter eines DJ und begann mit 16 Jahren ihr musikalisches Talent zu entdecken. Ihre Sets, die sie in internationalen Clubs auflegt, haben unter anderem Elemente aus den 90er-Jahren und Spuren aus Psytrance und Underground-Techno.
Seit 2022 produziert sie auch unter ihrem eigenen Label ARTCORE. Zuvor hatte sie u. a. bei bekannten Techno-Labels wie KNTXT, Second State und Octopus Records veröffentlicht. Indira Paganotto veröffentlichte ihre EP Lions of God unter KNTXT, dem Label von Charlotte de Witte. 2022 trat sie zweimal beim Tomorrowland-Festival auf, sowie 2023 auf dem Ikarus und dem Exit und 2024 als Headlinerin auf dem Airbeat One. 2024 veröffentlichte sie mit Joseph Capriati die EP Mantra, das Faze Magazin sieht darin ein Gütesiegel für Paganottos Arbeit.

## Diskografie (Auswahl)
EPs
- 2017: Kashmir (Pooledmusic)
- 2021: Himalaya (KNTXT)
- 2022: Lions Of God (KNTXT)
- 2022: Guns & Horses (Artcore)
- 2024: Mantra (mit Joseph Capriati, Artcore)

## Auszeichnungen und Ehrungen
- 2022: Platz 3 im FAZEmag-Jahrespoll in der Kategorie „Breakthrough International“[11]
- 2023: Platz 97 in der „Top 100 DJs 2023“ des DJ Mag[12]
- 2023: Platz 1 im FAZEmag-Jahrespoll in der Kategorie „Breakthrough International“[13]
- 2024: Platz 49 in der „Top 100 DJs 2024“ des DJ Mag[14]